# Genealogische software
Er bestaan verschillende computerprogramma's voor een genealogische databank. De pakketten van de verschillende aanbieders verschillen wat betreft extra mogelijkheden en het besturingssysteem waarop ze draaien. Dit artikel geeft een overzicht van verschillende pakketten. Onlinesoftware of webgebaseerde pakketten zijn niet opgenomen.

## Algemene informatie
| Software                    | Voorbeeld  | Laatste versie      | Datum update         | Gratis                                                            | Vrije software | Softwarelicentie                      |
| --------------------------- | ---------- | ------------------- | -------------------- | ----------------------------------------------------------------- | -------------- | ------------------------------------- |
| Agelong Tree                |            | 5.6                 | 2021-06-02           | nee (gratis proberen)                                             | nee            | Propriëtaire software                 |
| Ahnenblatt                  | Ahnenblatt | 3.58                | 2023-06-16           | nee (gratis proberen)                                             | nee            | Propriëtaire software                 |
| Aldfaer                     |            | 10.1                | 2021-10-18           | ja                                                                | nee            | Freeware                              |
| Ancestor Tree Manager       |            | 11.6                | 2025-01-20           | ja                                                                | nee            | Freeware                              |
| Ancestral Quest             |            | 16 Build 11         | 2022-03-15           | ja (basisversie)                                                  | nee            | Propriëtaire software                 |
| Ancestris                   | Ancestris  | 12                  | 2024-06              | ja                                                                | ja             | GNU GPLv3                             |
| Brother's Keeper            |            | 7.5.15              | 2024-03-31           | ja                                                                | nee            | Shareware                             |
| Family Historian            |            | 7.0.21              | 2023                 | nee                                                               | nee            | Propriëtaire software                 |
| Family Matters              |            | 5.00.12             | 2021-06-01           | nee                                                               | nee            | Propriëtaire software                 |
| Family Tree Builder         |            | 24.2.2              | 2023-09              | ja (gratis versie)                                                | nee            | Propriëtaire software                 |
| Family Tree Maker (Windows) |            | 22.0.0.1345         | 2014-12-04           | nee                                                               | nee            | Propriëtaire software                 |
| Family Tree Maker voor Mac  |            | 22.0.0.1345         | 2014-12-04           | nee                                                               | nee            | Propriëtaire software                 |
| GEDitCOM II                 |            | 3.0 build 4         | 2023-03-27           | nee                                                               | nee            | Propriëtaire software                 |
| Genea.app                   |            | Niet van toepassing | 2021-08-20           | ja                                                                | ja             | MIT-licentie                          |
| Genbox Family History       |            | 3.7.1               | 2007-11-17           | nee (30 dagen proberen)                                           | nee            | Propriëtaire software                 |
| Geneaal                     |            | 9.1 (51)            | 2017-11-14           | ja                                                                | nee            | Freeware                              |
| GenealogyJ                  | GenealogyJ | 3.0                 | 2010-02-19           | ja                                                                | ja             | GNU GPL                               |
| GenoPro                     |            | 2.5.4.1             | 2012-01-17           | nee (gratis proberen)                                             | nee            | Propriëtaire software                 |
| GensDataPro                 |            | 3.0.6.8             | 2024-03-22           | nee, Demo werkt tot 250 personen, kan volledig geactiveerd worden | nee            | Levenslange persoonsgebonden licentie |
| Gramps                      | Gramps     | 6.0.0               | 2025-03-19           | ja                                                                | ja             | GNU GPL                               |
| Legacy Family Tree          |            | 9.0.0.443           | 2023-08-28           | ja (standaardversie)                                              | nee            | Propriëtaire software                 |
| LifeLines                   |            | 3.1.1               | 2016-03-17           | ja                                                                | ja             | MIT-licentie                          |
| MacFamilyTree               |            | 10.2                | 2023-03-27           | nee                                                               | nee            | Shareware                             |
| My Family Tree              |            | 12.5.8.0            | 2023-03-11           | ja                                                                | ja             | Freeware                              |
| Personal Ancestral File     |            | 5.2.18.0            | 2002-07-23 (gestopt) | ja                                                                | nee            | Propriëtaire software                 |
| PRO-GEN                     |            | 3.51                | 2022-02              | nee (gratis proberen)                                             | nee            | Propriëtaire software                 |
| Reunion (software)          |            | 13.0                | 2021-11-16           | nee                                                               | nee            | Propriëtaire software                 |
| RootsMagic                  |            | 9                   | 2023-02-27           | ja (basisversie)                                                  | nee            | Propriëtaire software                 |
| SmartGenealogy              |            | 3.0c                | 2013-01-06           | ja                                                                | nee            | Freeware                              |
| The Master Genealogist      |            | 9.05                | 2014-12-03           | nee (30 dagen gratis proberen)                                    | nee            | Propriëtaire software                 |
| The Next Generation (TNG)   |            | 14.0.2              | 2023-04-22           | nee                                                               | nee            | Propriëtaire software                 |
| webtrees                    |            | 2.1.17              | 2023-07              | ja                                                                | ja             | GNU GPL                               |

## Besturingssysteem
| Software                    | Windows         | macOS             | Linux                  | BSD      | Unix     | DOS             |
| --------------------------- | --------------- | ----------------- | ---------------------- | -------- | -------- | --------------- |
| Ahnenblatt                  | ja              | nee               | Wine (b)               | Wine (b) | nee      | nee             |
| Ancestral Quest             | ja              | ja                | Wine (b)               | Wine (b) | nee      | nee             |
| Agelong Tree                | ja              | nee               | Wine (b)               | Wine (b) | nee      | nee             |
| Aldfaer                     | ja              | nee               | Wine (b) geen helpdesk | nee      | nee      | nee             |
| Ancestor Tree Manager       | Java (a)        | Java (a)          | Java (a)               | nee      | Java (a) | nee             |
| Ancestris                   | Java (a)        | Java (a)          | Java (a)               | nee      | Java (a) | nee             |
| Brother's Keeper            | ja              | nee               | nee                    | nee      | nee      | nee             |
| Family Historian            | ja              | nee               | Wine (b)               | Wine (b) | nee      | nee             |
| Family Tree Builder         | ja              | ja                | Wine (b) (v2)          | Wine (b) | nee      | nee             |
| Family Tree Maker (Windows) | ja              |                   | Wine (b)               | Wine (b) | nee      | nee             |
| Family Tree Maker for Mac   | nee             | ja                |                        |          |          | nee             |
| GEDitCOM II                 | nee             | ja                | nee                    | nee      | nee      | nee             |
| Genbox Family History       | ja              | nee               | Wine (b)               | Wine (b) | nee      | nee             |
| Geneaal                     | ja              | nee               | nee                    | nee      | nee      | nee             |
| GenealogyJ                  | Java (a)        | Java (a)          | Java (a)               | nee      | Java (a) | nee             |
| GenoPro                     | ja              | nee               | Wine (b)               | Wine (b) | nee      | nee             |
| GensDataPro                 | ja              | nee               | nee                    | nee      | nee      | nee             |
| Gramps                      | ja              | ja                | ja                     | ja       | ja       | nee             |
| Legacy Family Tree          | ja              | nee               | Wine (b)               | Wine (b) | nee      | nee             |
| LifeLines                   | ja              | ja                | ja                     | ja       | ja       | ja              |
| MacFamilyTree               | nee             | ja                | nee                    | nee      | nee      | nee             |
| My Family Tree              | ja              | nee               | nee                    | nee      | nee      | nee             |
| Personal Ancestral File     | ja              | beëindigd (2.3.1) | Wine (b)               | Wine (b) | nee      | beëindigd       |
| Reunion                     | Beëindigd (4.0) | ja                | Wine (b)(v4.0)         | Wine (b) | nee      | nee             |
| RootsMagic                  | ja              | nee               | nee                    | nee      | nee      | nee             |
| SmartGenealogy              | ja              | nee               | nee                    | nee      | nee      | nee             |
| The Master Genealogist      | ja              | nee               | Wine (b)               | Wine (b) | nee      | Beëindigd (2.3) |

a: Java = Wanneer van Java gebruikgemaakt wordt (Java Virtual Machine)

b: Wine = Wanneer van Wine gebruikgemaakt wordt

## Kenmerken
| Naam                        | Unicode | Indivi- dueel beeld | Familie- beeld | Stam- boom | Chrono- logisch beeld | Tabel van voor- ouders | Rapport over voor- ouders | Stam- boom van voor- ouders | Tabel van nakome- lingen | Rapport over nakome- lingen | Eigen tabel | Onder- zoeks- manager | DNA-tabel | Onder- zoeks- gids | Kaarten maken |
| --------------------------- | ------- | ------------------- | -------------- | ---------- | --------------------- | ---------------------- | ------------------------- | --------------------------- | ------------------------ | --------------------------- | ----------- | --------------------- | --------- | ------------------ | ------------- |
| Ahnenblatt                  | ja      | ja                  | ja             | ja         | ja                    | ja                     | ja                        | ja                          | ja                       | ja                          | nee         | nee                   | nee       | nee                | ja            |
| Ancestral Quest             | ja      | ja                  | ja             | ja         | nee                   | ja                     | ja                        | ja                          | ja                       | ja                          | ja          | ja                    | nee       | nee                | ja            |
| Agelong Tree                | ja      | ja                  | ja             | ja         | nee                   | ja                     | ja                        | ja                          | ja                       | ja                          | nee         | nee                   | nee       | nee                | nee           |
| Aldfaer                     | ja      | ja                  | ja             | ja         | ja                    | ja                     | ja                        | ja                          | ja                       | ja                          | ja          | ja                    | nee       | ja                 | ?             |
| Ancestor Tree Manager       | ja      | ja                  | ja             | ja         | ja                    | ja                     | ja                        | ja                          | ja                       | ja                          | ja          | ja                    | nee       | nee                | nee           |
| Ancestris                   | ja      | ja                  | ja             | ja         | ja                    | ja                     | ja                        | ja                          | ja                       | ja                          | ja          | ja                    | nee       | nee                | ja            |
| Brother's Keeper            | nee     | ja                  | ja             | ja         | ja                    | ja                     | ja                        | ja                          | ja                       | ja                          | ja          | ja                    | nee       | nee                | nee           |
| Family Historian            | nee     | ja                  | ja             | ja         | n/beschik             | ja                     | ja                        | ja                          | ja                       | ja                          | ?           | ?                     | ?         | nee                | ?             |
| Family Tree Builder         | ja      | ja                  | ja             | ja         | ja                    | ja                     | ja                        | ja                          | ja                       | ja                          | ja          | ja                    | nee       | ja                 | ja            |
| Family Tree Maker (Windows) | ja      | ja                  | ja             | ja         | ja                    | ja                     | ja                        | ja                          | ja                       | ja                          | ja          | ja                    | ?         | ja                 | ja            |
| Family Tree Maker voor Mac  | nee     | ja                  | ja             | ja         | ?                     | ja                     | ja                        | ja                          | ja                       | ja                          | ja          | ?                     | ?         | nee                | ja            |
| GEDitCOM II                 | ja      | ja                  | ja             | ja         | nee                   | ja                     | ja                        | ja                          | ja                       | ja                          | ja          | ja                    | nee       | nee                | ja            |
| Genea.app                   | ja      | ja                  | ja             | ja         | nee                   | nee                    | nee                       | ja                          | ja                       | nee                         | nee         | nee                   | nee       | nee                | nee           |
| Genbox Family History       | ja      | ja                  | ja             | ja         | ja                    | ja                     | ja                        | ja                          | ja                       | ja                          | ja          | ja                    | nee       | nee                | nee           |
| Geneaal                     |         |                     |                |            |                       |                        |                           |                             |                          |                             |             |                       |           |                    |               |
| GenealogyJ                  | ja      | ja                  | ja             | ja         | ja                    | ja                     | ja                        | ja                          | ja                       | ja                          | ja          | nee                   | nee       | nee                | ja            |
| GenoPro                     | ja      | ja                  | ja             | ja         | nee                   | ja                     | nee                       | nee                         | ja                       | ja                          | ja          | ?                     | ?         | nee                | ?             |
| GensDataPro                 | nee     | ja                  | ja             | ja         | ja                    | ja                     | ja                        | ja                          | ja                       | ja                          | ja          | ?                     | ja        | ?                  | ja            |
| Gramps                      | ja      | ja                  | ja             | ja         | ja                    | ja                     | ja                        | ja                          | ja                       | ja                          | ja          | nee                   | nee       | nee                | ja            |
| Legacy Family Tree          | nee     | ja                  | ja             | ja         | ja                    | ja                     | ja                        | ja                          | ja                       | ja                          | ja          | ja                    | ja        | ja                 | ja            |
| LifeLines                   | ja      | ja                  | ja             | ja         | ?                     | ?                      | ?                         | ?                           | ?                        | ?                           | ?           | ?                     | ?         | nee                | ?             |
| MacFamilyTree               | ja      | ja                  | ja             | ja         | ja                    | ja                     | nee                       | ja                          | ja                       | nee                         | ja          | nee                   | nee       | nee                | ja            |
| My Family Tree              | ?       | ?                   | ?              | ?          | ?                     | ja                     | ja                        | ja                          | ja                       | ja                          | ?           | ?                     | ?         | ?                  | ?             |
| Personal Ancestral File     | ja      | ja                  | ja             | ja         | nee                   | ja                     | ja                        | ja                          | ja                       | ja                          | nee         | nee                   | ?         | nee                | ?             |
| Reunion                     | ja      | ja                  | ja             | ja         | ja                    | ja                     | ja                        | ja                          | ja                       | ja                          | ja          | nee                   | nee       | nee                | nee           |
| RootsMagic                  | ja      | ja                  | ja             | ja         | ja                    | ja                     | ja                        | ja                          | ja                       | ja                          | ja          | ja                    | ja        | nee                | ja            |
| SmartGenealogy              | nee     | ja                  | ja             | ja         | ?                     | ja                     | ja                        | ja                          | ja                       | ja                          | ?           | ?                     | ?         | nee                | ?             |
| The Master Genealogist      | nee     | ja                  | ja             | ja         | ja                    | ja                     | ja                        | ja                          | ja                       | ja                          | ja          | ?                     | ?         | nee                | ?             |

## Talen
Beschikbare talen van de gebruikersinterface.
| Naam                        | Nederlands | Engels       | Duits        | Frans    | Afrikaans | Deens | Italiaans | Noors    | Pools   | Spaans   | Zweeds   |
| --------------------------- | ---------- | ------------ | ------------ | -------- | --------- | ----- | --------- | -------- | ------- | -------- | -------- |
| Ahnenblatt(a)               | ja         | ja           | ja           | ja       | nee (e)   | ja    | ja        | ja       | ja      | ja       | ja       |
| Ancestral Quest(j)          | nee(e)     | ja           | ja           | ja       | nee(e)    | ja    | nee(e)    | ja       | nee(e)  | ja       | ja       |
| Ancestor Tree Manager(k)    | ja         | ja           | ja           | nee      | nee       | nee   | nee       | nee      | nee     | nee      | nee      |
| Ancestris                   | ja         | ja           | ja           | ja       | nee(e)    | ja    | ja        | ja       | ja      | ja       | ja       |
| Agelong Tree                | ja         | ja           | ja           | ja       | nee       | nee   | ja        | nee      | ja      | ja       | nee      |
| Aldfaer                     | ja         | ja           | ja           | ja       | nee       | ja    | ja        | ja       | nee     | ja       | ja       |
| Brother's Keeper            | ja         | ja           | ja           | ja       | ja        | ja    | nee (e)   | ja (f)   | ja      | nee(e)   | ja       |
| Family Historian            | nee        | ja           | nee          | nee      | nee       | nee   | nee       | nee      | nee     | nee      | nee      |
| Family Tree Builder         | ja         | ja           | ja           | ja       | ja        | ja    | ja        | ja       | ja      | ja       | ja       |
| Family Tree Maker (Windows) | nee        | ja           | nee          | nee      | nee       | ja    | nee       | nee      | nee     | nee      | nee      |
| Family Tree Maker voor Mac  | nee        | ja           | nee          | nee      | nee       | nee   | nee       | nee      | nee     | nee      | nee      |
| Genbox Family History (b)   | ja         | ja (f)       | ja           | ja       | nee       | ja    | ja        | ja deels | ja      | ja deels | ja deels |
| GEDitCOM II                 | nee        | ja           | nee          | ja       | nee       | nee   | nee       | nee      | nee     | ja       | ja       |
| Geneaal                     | ja         | nee          | nee          | nee      | nee       | nee   | nee       | nee      | nee     | nee      | nee      |
| GenealogyJ                  | ja         | ja           | ja           | ja       | nee       | nee   | nee       | nee      | ja      | ja       | nee      |
| GenoPro (h) (i)             | ja         | ja           | ja           | ja       | ja        | ja    | ja        | nee      | ja      | ja       | ja       |
| GensDataPro                 | ja         | nee          | nee          | nee      | nee       | nee   | nee       | nee      | nee     | nee      | nee      |
| Gramps (c)                  | ja         | ja           | ja           | ja       | nee       | ja    | ja        | ja       | ja      | ja       | ja       |
| Legacy Family Tree (d)      | ja         | ja           | ja           | ja       | ja        | ja    | ja        | ja (f)   | nee     | ja       | ja       |
| LifeLines                   | nee        | ja           | ja           | ja       | nee       | ja    | nee       | nee      | nee     | nee      | ja       |
| MacFamilyTree               | ja         | ja           | ja           | ja       | nee       | ja    | ja        | ja       | ja      | ja       | ja       |
| My Family Tree              | ja         | ja           | ja           | ja       | ?         | ja    | ja        | ja       | ja      | ja       | ja       |
| Personal Ancestral File     | nee        | ja(v4.x/5.x) | ja(v4.x/5.x) | ja(v4.x) | nee       | nee   | nee       | nee      | nee     | ja(v4.x) | ja(v5.x) |
| Reunion                     | ja         | ja           | ja           | ja       | nee       | nee   | nee       | ja       | nee     | nee      | nee      |
| RootsMagic                  | nee        | ja           | nee          | nee      | nee       | nee   | nee       | nee      | nee     | nee      | nee      |
| SmartGenealogy              | nee        | ja           | nee          | ja       | nee       | nee   | nee       | nee      | nee     | nee      | nee      |
| The Master Genealogist      | ja         | ja (g)       | ja           | ja       | ja        | ja    | ja deels  | ja       | nee (h) | nee (h)  | ja       |
| The Next Generation         | ja         | ja           | ja           | ja       | ja        | ja    | ja        | ja       | ja      | ja       | ja       |
| webtrees                    | ja         | ja           | ja           | ja       | ja        | ja    | ja        | ja       | ja      | ja       | ja       |

(a) Ahnenblatt bestaat ook in het Kroatisch, Tsjechisch, Hongaars, Portugees, Roemeens, Russisch en Turks.
(b) Genbox Family History bestaat ook in het Russisch, Slovaaks, Sloveens en deels in het Tsjechisch, Grieks, Hongaars, Portugees en Vietnamees.
(c) Gramps bestaat ook in het Braziliaans, Portugees, Chinees, Tsjechisch, Esperanto, Fins, Hongaars, Roemeens, Russisch en Slovaaks.
(d) Legacy Family Tree wordt ook getest in het Fins.
(e) Kan met een beschikbaar vertaalprogramma aangemaakt worden.
(f) Bevat zowel nynorsk als bokmål
(g) Bevat zowel Brits Engels als Amerikaans Engels.
(h) Kan aangemaakt worden met een ingebouwde vertalingslijst.
(i) GenoPro bestaat ook in het Arabisch, Catalaans, Tsjechisch, Fins, Grieks, Hongaars, Russisch en Vietnamees. Gedeeltelijk vertaald in het Braziliaans, Indonesisch, Nederlands, Hebreeuws, Zweeds, Portugees, Turks, Chinees, Albanees, Schots en nog 18 talen minder dan 50% vertaald.
(j) Ancestral Quest bestaat ook in het Chinees en Fins.
(k) AncestorTree Manager heeft de mogelijkheid om de uitvoer van de rapporten te doen in Nederlands, Engels, Duits, Frans en Noors